# Телчарка
 Тази статия е за растението.  За селото в Южна България вижте Телчарка (село).  
Телчарка (Polygala) е род покритосеменни растения от семейство Телчаркови (Polygalaceae). Включва тревисти многогодишни растения, храсти и малки дървета, разпространени по целия свят.

## Видове
- Polygala alba
- Polygala alpestris
- Polygala amara
- Polygala amarella
- Polygala apopetala
- Polygala arillata
- Polygala calcarea
- Polygala chamaebuxus
- Polygala comosa
- Polygala cowellii
- Polygala lutea
- Polygala major
- Polygala myrtifolia
- Polygala nicaeensis
- Polygala paucifolia
- Polygala senega
- Polygala serpyllifolia
- Polygala tenuifolia
- Polygala vayredae
- Polygala virgata
- Polygala vulgaris